# George Grigoriu
George Grigoriu (* 8. April 1927 in Brăila; † 23. Februar 1999 in Bukarest) war ein rumänischer Komponist, Musiker und Songwriter.

## Leben
Mit seinen Brüdern wuchs George Grigoriu in seiner Heimatstadt Brăila auf. In der Kindheit erlernte er das Piano, die Gitarre und die Violine. Später studierte er an der Nationalen Musikuniversität Bukarest. Anschließend gründete er mit seinen beiden Brüdern Angel und Cezar das Trio Grigoriu und tourte erfolgreich Anfang der 1960er Jahre durch Rumänien. Parallel dazu komponierte er auch Filmmusik für Filme wie Liebe bei null Grad, Die Lederstrumpferzählungen und Der Schauspieler und die Wilden, wobei er mit Regisseuren wie Francisc Munteanu, Manole Marcus und Doru Nastase zusammenarbeitete.
Am 23. Februar 1999 verstarb Grigoriu im Alter von 71 Jahren an einem Schlaganfall im Universitätsklinikum Elias in Bukarest.

## Filmografie (Auswahl)
- 1962: Urlaub am schwarzen Meer (Vacanță la mare)
- 1964: Das weiße Zimmer (Camera albă)
- 1964: Liebe bei null Grad (Dragoste la zero grade)
- 1965: Vorstadtdrama (Dincolo de barieră)
- 1967: Fingerabdrücke (Amprenta)
- 1967: Der Tunnel (Tunelul)
- 1968: Wolkenlose Ferien (Bolondos vakáció)
- 1969: Die Lederstrumpferzählungen
- 1969: Zwei schweigsame Freunde (Prieteni fără grai)
- 1973: Zwischen Verdacht und Vertrauen (Ceață)
- 1974: Einer allein (Capcana)
- 1975: Der Schauspieler und die Wilden (Actorul și sălbaticii)
- 1982: Der weite Ritt der gelben Rose (Drumul oaselor)
- 1984: Expedition schwarze Höhle (Cireșarii)
- 1987: Die Silbermaske (Masca de argint)
- 1987: Die Türkiskette (Colierul de turcoaze)